# زنجيرة سفلي (مقاطعة تشرداول)
زنجيرة سفلي (بالفارسية: زنجیره سفلی) هي قرية تقع في قسم شباب الريفي (مقاطعة تشرداول) في إيران. يقدر عدد سكانها بـ 750 نسمة بحسب إحصاء 2016.